# Africa's Blood
Africa's Blood è un album reggae del gruppo giamaicano The Upsetters, prodotto da Lee "Scratch" Perry e pubblicato inizialmente dall'etichetta discografia Trojan Records nel 1971.

## Ristampe
Nel 1986 è stato ristampato dalla Trojan Records, come parte del doppio CD/triplo LP The Upsetter Box Set e composto dai tre album degli Upsetters/Lee Perry: Africa's Blood, Double Seven e Rhythm Shower.
È stato nuovamente ristampato nel 1996 e nel 2001 su CD dalla Trojan Records.

## Tracce

### Lato A
1. Do Your Thing - Dave Barker - 3:49 (Testi: Perry)
2. Dream Land - The Upsetters - 2:38 (Testi: Livingston)
3. Long Sentence - The Upsetters - 2:25 (Testi: Perry)
4. Not Guilty - The Upsetters - 3:12 (Testi: Perry)
5. Cool and Easy - The Upsetters - 2:32 (Testi: Perry)
6. Well Dread Version 3 - The Addis Ababa Children - 2:32 (Testi: Perry)
7. My Girl - The Upsetters - 3:16 (Testi: Robinson, White)

### Lato B
1. Saw Dust - The Upsetters - 2:23 (Testi: Perry)
2. Place Called Africa Version 3 - Winston Prince (AKA Dr. Alimantado) - 2:51 (Testi: Perry)
3. Isn't iIt Wrong - The Hurricanes - 2:52 (Testi: Perry)
4. Go Slow - The Upsetters - 2:58 (Testi: Perry)
5. Bad Luck - The Upsetters - 2:49 (Testi: Perry)
6. Move Me - The Upsetters - 2:34 (Testi: Perry)
7. Surplus - The Upsetters - 2:13 (Testi: Perry)